# Monty Panesar
Mudhsuden Singh Panesar, dit Monty Panesar, est un joueur de cricket international anglais né le 25 avril 1982 à Luton dans le Bedfordshire. Lanceur spécialisé dans le left-arm orthodox spin, il débute en 2001 pour le Northamptonshire County Cricket Club. Il est sélectionné pour la première fois en Test cricket en équipe d'Angleterre en 2006. Issu d'une famille originaire du Panjâb, il est le premier sikh à représenter une nation autre que l'Inde dans cette forme de jeu.

## Bilan sportif

### Principales équipes
| Équipe                          | Test        | ODI         | Twenty20    |
| ------------------------------- | ----------- | ----------- | ----------- |
| Angleterre                      | 2006 -      | 2007 -      | 2007 -      |
| Équipe                          | First-class | List A      | Twenty20    |
| Northamptonshire (Angleterre)   | 2001 - 2009 | 2002 - 2009 | 2006 - 2009 |
| Highveld Lions (Afrique du Sud) | 2009-2010   |             |             |
| Sussex (Angleterre)             | 2010 -      | 2010 -      | 2011 -      |

## Honneurs
- Un des cinq Wisden Cricketers of the Year de l'année 2007.
- NBC Denis Compton Award en 2001[1].